# U 48 (U-Boot, 1939)
U 48 war ein deutsches U-Boot vom Typ VII B, das im Zweiten Weltkrieg von der Kriegsmarine eingesetzt wurde. Mit über 300.000 BRT versenkten Schiffsraum gilt es als das erfolgreichste Boot des Zweiten Weltkrieges.

## Geschichte
Der Bauauftrag für das Boot wurde am 21. November 1936 an die Germaniawerft in Kiel vergeben. Die Kiellegung erfolgte am 10. März 1937, der Stapellauf am 8. März 1938, die Indienststellung unter Kapitänleutnant Herbert Schultze am 22. April 1939.
Das Boot gehörte nach seiner Indienststellung bis zum 31. Dezember 1939 als Einsatz- und Frontboot zur U-Flottille „Wegener“ in Kiel. Bei der Neugliederung der U-Flottillen kam es als Frontboot am 1. Januar 1940 zur 7. U-Flottille in Kiel bzw. Saint-Nazaire.
Danach war es ab 1. Juli 1941 als Ausbildungsboot bei der 26. U-Flottille in Pillau und schließlich vom 1. April 1942 bis zum 31. Oktober 1943 als Schulboot bei der 21. U-Flottille der 1. U-Lehrdivision ebenfalls in Pillau. Nach der Außerdienststellung am 25. September 1943 diente es noch bis Kriegsende als Übungsboot bei der 3. U-Lehrdivision in Neustadt in Holstein.
U 48 gilt als das erfolgreichste U-Boot des Zweiten Weltkrieges und nach U 35 als eines der erfolgreichsten der Seekriegsgeschichte. Es versenkte auf zwölf Unternehmungen 52 Schiffe mit einer Gesamttonnage von 307.935 BRT und beschädigte eine Sloop und drei weitere Schiffe mit einer Gesamttonnage von 20.480 BRT. Im Gegensatz zu dem sonst so extrem verlustreichen U-Bootkrieg verlor U 48 während seiner Dienstzeit keine Besatzungsmitglieder.

## Einsatzstatistik

### Erste Unternehmung
Das Boot lief am 19. August 1939 um 0.00 Uhr von Kiel aus und am 17. September 1939 um 5.50 Uhr wieder dort ein. Auf dieser 30 Tage dauernden Unternehmung im Nordatlantik, südwestlich von Irland und der Rockall-Bank, wurden drei Schiffe mit 14.777 BRT versenkt.
- 5. September 1939: Versenkung des britischen Dampfers Royal Sceptre (4.853 BRT) durch einen Torpedo. Er hatte Weizen und Mais geladen und befand sich auf dem Weg von Rosario nach Belfast. Es gab einen Toten. (Lage)
- 8. September 1939: Versenkung des britischen Dampfers Winkleigh (5.055 BRT) durch einen Torpedo. Er hatte Getreide und Holz geladen und war auf dem Weg von Vancouver über Panama nach Manchester. Es gab keine Toten, 37 Überlebende. (Lage)
- 11. September 1939: Versenkung des britischen Dampfers Firby (4.869 BRT) durch einen Torpedo. Er fuhr in Ballast und war auf dem Weg von Tyne nach Port Churchill in der Hudson Bay. Es gab keine Toten, 34 Überlebende. (Lage)

### Zweite Unternehmung
Das Boot lief am 4. Oktober 1939 um 1.00 Uhr von Kiel aus und am 25. Oktober 1939 um 9.45 Uhr wieder dort ein. Auf dieser 22 Tage dauernden Unternehmung im Nordatlantik wurden fünf Schiffe mit 37.153 BRT versenkt.
- 12. Oktober 1939: Versenkung des französischen Tankers Emile Miguet (14.115 BRT) durch Artillerie und Torpedo. Er hatte 137.000 Barrel Rohöl und Benzin geladen und befand sich auf dem Weg von Corpus Christi und Kingston nach Le Havre. Das Schiff war ein Nachzügler des Konvoi KJ-2. (Lage)
- 13. Oktober 1939: Versenkung des britischen Dampfers Heronspool (5.202 BRT) durch einen Torpedo. Er hatte 8.000 t Kohle geladen und war auf dem Weg von Swansea nach Montreal. Das Schiff war ein Nachzügler aus dem Konvoi OB-17 mit elf Schiffen. Es gab keine Toten. (Lage)
- 13. Oktober 1939: Versenkung des französischen Dampfers Louisiane (6.903 BRT) durch Artilleriebeschuss. Er hatte Stückgut geladen und befand sich auf dem Weg von Antwerpen nach Havanna. Das Schiff gehörte zum Konvoi OA-17. Es gab einen Toten. (Lage)
- 14. Oktober 1939: Versenkung des britischen Dampfers Sneaton (3.677 BRT) durch einen Torpedo. Er hatte 4.300 t Kohle geladen und befand sich auf dem Weg von Cardiff nach Rio de Janeiro. Es gab einen Toten. (Lage)
- 17. Oktober 1939: Versenkung des britischen Dampfers Clan Chisholm (7.256 BRT) durch einen Torpedo. Er hatte 2.500 t Stückgut, Kokosnüsse, Baumwolle, Jute und Tee geladen und befand sich auf dem Weg von Kalkutta nach Liverpool und Glasgow. Das Schiff gehörte zum Konvoi HG-3 mit 25 Schiffen. Es gab vier Tote und 74 Überlebende. (Lage)

### Dritte Unternehmung
Das Boot lief am 20. November 1939 um 22.00 Uhr von Kiel aus und am 20. Dezember 1939 wieder dort ein. Auf dieser 31 Tage dauernden Unternehmung im Nordatlantik, bei den Orkneys und westlich des Ärmelkanals wurden vier Schiffe mit 25.638 BRT versenkt.
- 27. November 1939: Versenkung des schwedischen Tankers Gustav E. Reuter (6.336 BRT) durch einen Torpedo. Er fuhr in Ballast und war auf dem Weg von Schweden nach Curaçao. Es gab einen Toten. (Lage)
- 8. Dezember 1939: Versenkung des britischen Dampfers Brandon (6.668 BRT) durch einen Torpedo. Er fuhr in Ballast und war auf dem Weg von Cardiff nach Port Everglades (Florida). Das Schiff war ein Nachzügler aus dem Konvoi OB-48 mit 13 Schiffen. Es gab neun Tote. (Lage)
- 9. Dezember 1939: Versenkung des britischen Tankers San Alberto (7.397 BRT) durch einen Torpedo. Er fuhr in Ballast und war auf dem Weg von Clyde nach Trinidad. Das Schiff gehörte zum Konvoi OB-48. Es gab einen Toten und 36 Überlebende. (Lage)
- 15. Dezember 1939: Versenkung des griechischen Dampfers Germaine (5.217 BRT) durch einen Torpedo. Er hatte Mais geladen und war auf dem Weg von Albany nach Cork. Es gab keine Toten. (Lage)

### Vierte Unternehmung
Das Boot lief am 24. Januar 1940 um 22.00 Uhr von Kiel aus und lief am 26. Februar 1940 um 17.00 Uhr wieder dort ein. Auf dieser 33 Tage dauernden Unternehmung im Nordatlantik wurden vier Schiffe mit 31.526 BRT versenkt.
- 10. Februar 1940: Versenkung des niederländischen Dampfers Burgerdijk (6.853 BRT) durch einen Torpedo. Er hatte Sojabohnen und Mais geladen und befand sich auf dem Weg von New York nach Rotterdam. Es gab keine Toten. (Lage)
- 14. Februar 1940: Versenkung des britischen Dampfers Sultan Star (12.306 BRT) durch einen G7e-Torpedo. Er hatte 7.803 t Gefrierfleisch geladen und war auf dem Weg von Buenos Aires nach Liverpool. Es gab keine Toten, 73 Überlebende. (Lage)
- 15. Februar 1940: Versenkung des niederländischen Tankers Den Haag (8.971 BRT) durch einen G7e-Torpedo. Er hatte 11.800 t verschiedene Öle geladen und befand sich auf dem Weg von Aruba und New York nach Rotterdam. Es gab keine Toten. (Lage)
- 17. Februar 1940: Versenkung des finnischen Dampfers Wilja (3.396 BRT) durch einen G7a-Torpedo. Er hatte Tabak, Rosinen, Weizen und Terpentin geladen und befand sich auf dem Weg von Savannah nach Rotterdam. Es gab keine Toten, 27 Überlebende. (Lage)

### Fünfte Unternehmung
Das Boot lief am 3. April 1940 um 19.00 Uhr zum Unternehmen Weserübung von Kiel aus und lief am 20. April 1940 um 9.05 Uhr wieder dort ein. Auf dieser 17 Tage dauernden und zirka 2.700 sm langen Unternehmung östlich der Shetlandinseln und im Westfjord wurden keine Schiffe versenkt oder beschädigt.

### Sechste Unternehmung
Das Boot lief am 26. Mai 1940 um 0.03 Uhr von Kiel aus und am 29. Juni 1940 um 23.42 Uhr wieder dort ein. Auf dieser 35 Tage dauernden und zirka 6.000 sm langen Unternehmung im Nordatlantik, in der Biskaya und am Kap Finisterre wurden sieben Schiffe mit 31.533 BRT versenkt und ein Schiff mit 5.888 BRT beschädigt.
- 5. Juni 1940: Versenkung des britischen Dampfers Stancor (798 BRT) durch Artilleriebeschuss. Er hatte 300 t Fisch geladen und war auf dem Weg von Reykjavík nach Fleetwood. Es gab keine Toten, 19 Überlebende. (Lage)
- 7. Juni 1940: Versenkung des britischen Dampfers Frances Massey (4.212 BRT) durch einen Torpedo. Er hatte 7.500 t Eisenerz geladen und befand sich auf dem Weg von Wabana (Conception Bay) nach Glasgow. Es gab 34 Tote und einen Überlebenden. (Lage)
- 7. Juni 1940: Beschädigung des britischen Dampfers Eros (5.888 BRT) durch einen Torpedo. Er hatte Stückgut geladen und befand sich auf dem Weg von Montreal nach Liverpool. Es gab keine Toten, 62 Überlebende. (Lage)
- 11. Juni 1940: Versenkung des griechischen Dampfers Violando N. Goulandris (3.598 BRT) durch einen Torpedo. Er hatte Weizen geladen und befand sich auf dem Weg von Santa Fe nach Waterford. Es gab sechs Tote und 22 Überlebende. (Lage)
- 19. Juni 1940: Versenkung des norwegischen Motorschiffes Tudor (6.607 BRT) durch einen G7e-Torpedo. Er hatte 4.500 t Stahl geladen und befand sich auf dem Weg von Sydney nach Liverpool. Das Schiff gehörte zum Konvoi HGF-34. Es gab einen Toten und 38 Überlebende. (Lage)
- 19. Juni 1940: Versenkung des britischen Dampfers British Monarch (5.661 BRT) durch einen G7e-Torpedo. Er hatte 8.200 t Eisenerz geladen und befand sich auf dem Weg von Bougie nach Glasgow. Das Schiff gehörte zum Konvoi HG 34 mit 15 Schiffen. Es war ein Totalverlust mit 40 Toten. (Lage)
- 19. Juni 1940: Versenkung des britischen Dampfers Baron Loudoun (3.164 BRT) durch einen G7e-Torpedo. Er hatte 5.050 t Eisenerz geladen und befand sich auf dem Weg von Bona nach Barrow. Das Schiff gehörte zum Konvoi HGF 34 mit 21 Schiffen. Es gab drei Tote und 30 Überlebende. (Lage)
- 20. Juni 1940: Versenkung des niederländischen Tankers Moordrecht (7.493 BRT) durch einen G7e-Torpedo. Er hatte 10.200 t Benzin geladen und war auf dem Weg von Port Arthur nach A Coruña. Das Schiff war ein Nachzügler des Konvois HX 49. (Lage)

### Siebte Unternehmung
Das Boot lief am 7. August 1940 um 14.00 Uhr von Kiel aus und am 28. August 1940 um 22.45 Uhr in Lorient ein. Auf dieser 22 Tage dauernden und zirka 4.200 sm langen Unternehmung im Nordatlantik und dem Nordkanal wurden fünf Schiffe mit 29.168 BRT versenkt.
- 16. August 1940: Versenkung des schwedischen Dampfers Hedrun (2.325 BRT) durch einen Torpedo. Er hatte 3.009 t Kohle geladen und war auf dem Weg von Swansea nach Newport. Das Schiff war ein Nachzügler aus dem Konvoi OB 197. Es gab zehn Tote und 20 Überlebende. (Lage)
- 19. August 1940: Versenkung des belgischen Dampfers Ville de Gand (7.590 BRT) durch drei Torpedos. Er hatte 1.000 t Granaten an Bord und war auf dem Weg von Liverpool nach New York. Es gab 15 Tote und 38 Überlebende. (Lage)
- 24. August 1940: Versenkung des britischen Tankers La Brea (6.666 BRT) durch einen G7a-Torpedo. Er hatte 9.410 t Heizöl geladen und befand sich auf dem Weg von Aruba nach Dundee. Das Schiff war ein Nachzügler des Konvoi HX-65 mit 51 Schiffen. Es gab zwei Tote und 31 Überlebende. (Lage)
- 25. August 1940: Versenkung des britischen Tankers Athelcrest (6.825 BRT) durch einen G7e-Torpedo. Er hatte Diesel geladen und befand sich auf dem Weg von Aruba nach London. Das Schiff gehörte zum Konvoi HX 65. Es gab 30 Tote und sechs Überlebende. (Lage)
- 25. August 1940: Versenkung des britischen Dampfers Empire Merlin (5.763 BRT) durch einen G7e-Torpedo. Er hatte 6.830 t Schwefel geladen und befand sich auf dem Weg von Port Sulphur (Louisiana) nach Hull. Das Schiff gehörte zum Konvoi HX 65. Es gab 35 Tote und einen Überlebenden. (Lage)

### Achte Unternehmung
Das Boot lief am 8. September 1940 um 20.00 Uhr von Lorient aus und am 25. September 1940 um 10.24 Uhr wieder dort ein. Auf dieser 18 Tage dauernden und zirka 3.600 sm langen Unternehmung im Nordatlantik, westlich der Hebriden und des Nordkanals, wurden sechs Schiffe mit 33.358 BRT versenkt und zwei Schiffe mit 6.916 BRT beschädigt.
- 15. September 1940: Versenkung der britischen Sloop HMS Dundee (1.060 t) durch einen Torpedo. Sie war das einzige Sicherungsschiff des Konvois SC 3 mit 47 Schiffen. (Lage)
- 15. September 1940: Beschädigung des britischen Dampfers Kenordoc (1.780 BRT) durch einen Torpedo. Das Schiff gehörte zum Konvoi SC 3 und wurde noch am gleichen Tag von U 99 versenkt.
- 15. September 1940: Versenkung des britischen Dampfers Empire Volunteer (5.319 BRT) durch einen Torpedo. Er hatte 7.700 t Eisenerz geladen und befand sich auf dem Weg von Wabana (Conception Bay) nach Glasgow. Das Schiff gehörte zum Konvoi SC 3. Es gab sechs Tote und 33 Überlebende. (Lage)
- 15. September 1940: Versenkung des griechischen Dampfers Alexandros (4.343 BRT) durch einen Torpedo. Er hatte 4.500 t Holz und Papier geladen und befand sich auf dem Weg von Montreal nach Sherpness. Das Schiff gehörte zum Konvoi SC 3. Es gab fünf Tote und 25 Überlebende. (Lage)
- 18. September 1940: Versenkung des britischen Passagierdampfers City of Benares (11.081 BRT) durch einen G7e-Torpedo. Er hatte 406 Passagiere und Besatzungsmitglieder an Bord und war auf dem Weg von Liverpool nach Québec und Montreal. Das Schiff gehörte zum Konvoi OB 213 mit 19 Schiffen. 248 Menschen kamen ums Leben (darunter der Geleitzug-Kommodore sowie 77 britische Kinder, die nach Kanada evakuiert werden sollten, und der deutsche Journalist und Rechtsanwalt Rudolf Olden). 158 Passagiere und Besatzungsmitglieder wurden gerettet. (Lage)
- 18. September 1940: Versenkung des britischen Dampfers Marina (5.088 BRT) durch einen G7e-Torpedo. Er hatte 5.700 t Stückgut und Kohle geladen. Er war auf dem Weg von Glasgow nach Buenos Aires. Das Schiff gehörte zum Konvoi OB 213. Es gab zwei Tote und 37 Überlebende. (Lage)
- 18. September 1940: Versenkung des britischen Dampfers Magdalena (3.118 BRT) durch einen Torpedo. Er hatte 4.600 t Eisenerz geladen und befand sich auf dem Weg von St. John’s (Neufundland) über Sydney (Nova Scotia) nach Holyhead und Liverpool. Das Schiff gehörte zum Konvoi SC 3 mit 47 Schiffen. Es war ein Totalverlust mit 31 Toten. (Lage)
- 21. September 1940: Versenkung des britischen Dampfers Blairangus (4.409 BRT) durch einen G7a-Torpedo. Er hatte Grubenholz geladen und befand sich auf dem Weg von Botwood (Neufundland) über Halifax nach Methil. Das Schiff gehörte zum Konvoi HX-72 mit 47 Schiffen. Es gab sechs Tote und 28 Überlebende. (Lage)
- 21. September 1940: Beschädigung des britischen Dampfers Broompark (5.136 BRT) durch einen Torpedo. Das Schiff gehörte zum Konvoi HX-72 und wurde am 25. Juli 1942 von U 552 versenkt. (Lage)

### Neunte Unternehmung
Das Boot lief am 5. Oktober 1940 um 18.30 Uhr von Lorient aus und am 27. Oktober 1940 um 10.45 Uhr in Kiel ein. Auf dieser 22 Tage dauernden und zirka 3.850 sm langen Unternehmung im Nordatlantik, dem Nordkanal und bei der Rockall-Bank wurden sieben Schiffe mit 43.106 BRT versenkt.
- 11. Oktober 1940: Versenkung des norwegischen Motorschiffes Brandanger (4.624 BRT) durch einen Torpedo. Es hatte 8.000 t Hölzer und Metalle geladen und befand sich auf dem Weg von Portland nach Liverpool. Das Schiff gehörte zum Konvoi HX 77 mit 40 Schiffen. Es gab sechs Tote und 24 Überlebende. (Lage)
- 11. Oktober 1940: Versenkung des britischen Motorschiffes Port Gisborne (8.390 BRT) durch einen Torpedo. Es hatte 2.479 Ballen Wolle, 200 Ballen Schafsfelle, Gefrierfleisch und Stückgut geladen und befand sich auf dem Weg von Auckland über Halifax nach Belfast und Cardiff. Das Schiff gehörte zum Konvoi HX 77. Es gab 26 Tote und 38 Überlebende. (Lage)
- 12. Oktober 1940: Versenkung des norwegischen Tankers Davanger (7.102 BRT) durch einen Torpedo. Er hatte 10.000 t Heizöl geladen und befand sich auf dem Weg von Curaçao nach Liverpool. Das Schiff gehörte zum Konvoi HX-77. Es gab 17 Tote und zwölf Überlebende. (Lage)
- 17. Oktober 1940: Versenkung des britischen Tankers Languedoc (9.512 BRT) durch einen G7e-Torpedo. Er hatte 13.700 t Heizöl geladen und war auf dem Weg von Trinidad über Sydney (Nova Scotia) nach Manchester. Das Schiff gehörte zum Konvoi SC-7 mit 35 Schiffen. Es gab keine Toten, 39 Überlebende. (Lage)
- 17. Oktober 1940: Versenkung des britischen Dampfers Scoresby (3.843 BRT) durch einen G7e-Torpedo. Er hatte 1.685 ft Grubenholz geladen und befand sich auf dem Weg von Francis Harbour (Labrador) über Sydney (Nova Scotia) nach Clayde. Das Schiff gehörte zum Konvoi SC 7. Es gab keine Toten, 39 Überlebende. (Lage)
- 18. Oktober 1940: Versenkung des britischen Dampfers Sandsend (3.612 BRT) durch einen G7e-Torpedo. Er hatte 4.350 t Anthrazit geladen und war auf dem Weg von Port Talbot nach Québec. Das Schiff war ein Nachzügler des Konvois OB-228 mit 47 Schiffen. Es gab fünf Tote und 34 Überlebende. (Lage)
- 20. Oktober 1940: Versenkung des britischen Tankers Shirak (6.023 BRT) durch einen G7e-Torpedo. Er hatte 7.771 t Petroleum geladen und war auf dem Weg von Aruba über Halifax nach London. Das Schiff gehörte zum Geleitzug HX 79 mit 49 Schiffen. Es gab keine Toten, 37 Überlebende. (Lage)

### Zehnte Unternehmung
Das Boot lief am 20. Januar 1941 um 10.00 Uhr von Kiel aus und am 27. Februar 1941 in Saint-Nazaire ein. Auf dieser 34 Tage dauernden und zirka 6.100 sm langen Unternehmung im Nordatlantik, westlich des Nordkanals und Irlands, wurden zwei Schiffe mit 8.640 BRT versenkt.
- 1. Februar 1941: Versenkung des griechischen Dampfers Nicolaos Angelos (4.351 BRT) durch einen Torpedo und Artillerie. Er hatte eine unbekannte Ladung und war auf dem Weg vom River Mersey nach New York City. Es gab keine Überlebenden. (Lage)
- 24. Februar 1941: Versenkung des britischen Dampfers Nailsea Lass (4.289 BRT) durch einen G7e-Torpedo. Er hatte 1.301 t Holzkohle, 1.041 t Roheisen, 300 t Eisenerz, sowie Tee, Hanf und Jute geladen und befand sich auf dem Weg von Kalkutta über Kapstadt, Freetown und Oban nach London. Das Schiff gehörte zum Konvoi SLS 64 mit 28 Schiffen. Es gab fünf Tote und 29 Überlebende. Der Kapitän und der Leitende Ingenieur wurde gefangen genommen und nach Saint-Nazaire gebracht. (Lage)

### Elfte Unternehmung
Das Boot lief am 17. März 1941 um 18.30 Uhr von Saint-Nazaire aus und am 8. April 1941 um 15.00 Uhr wieder dort ein. Auf dieser 22 Tage dauernden und zirka 4.250 sm über und 87 sm unter Wasser langen Unternehmung westlich von Irland wurden vier Schiffe mit 22.989 BRT versenkt.
- 29. März 1941: Versenkung des britischen Dampfers Germanic (5.352 BRT) durch einen Torpedo. Er hatte 7.982 t Weizen geladen und befand sich auf dem Weg von Halifax nach Liverpool. Das Schiff gehörte zum Konvoi HX 115 mit 32 Schiffen. Es gab fünf Tote und 35 Überlebende. (Lage)
- 29. März 1941: Versenkung des belgischen Dampfers Limbourg (2.483 BRT) durch einen Torpedo. Er hatte 3.450 t Phosphat geladen und befand sich auf dem Weg von Curacao nach Aberdeen. Das Schiff gehörte zum Konvoi HX-115. Es gab nur zwei Überlebende. (Lage)
- 29. März 1941: Versenkung des britischen Dampfers Hylton (5.197 BRT) durch einen Torpedo. Das Schiff war im Jahr 1937 gebaut worden und fuhr für die Sheaf Shipping Company in Newcastle upon Tyne. Der Dampfer hatte 6.900 t Bauholz und 1.500 t Weizen geladen und befand sich auf dem Weg von Vancouver über Panama und Halifax nach Tyne. Das Schiff hatte sich dem Konvoi HX 115 angeschlossen, der Halifax am 17. März 1941 verlassen hatte. Die Hylton wurde um sechs Uhr morgens von einem Torpedo getroffen. Es konnte kein Notsignal abgesetzt werden, aber es gelang der gesamten Besatzung, das Schiff lebendig zu verlassen. Die 36 Überlebenden retteten sich mit dem einzigen Rettungsboot, das die Hylton an Bord hatte. Sie wurden von der Korvette HMS Dianella aufgenommen und nach Londonderry gebracht.[1] Das treibende Wrack der Hylton wurde von der HMS Venomous durch Artilleriefeuer versenkt. (Lage)
- 2. April 1941: Versenkung des britischen Tankers Beaverdale (9.957 BRT) durch einen Torpedo und Artillerie. Er hatte Stückgut geladen und befand sich auf dem Weg von Saint John (New Brunswick) über Sydney (Nova Scotia) nach Liverpool. Das Schiff gehörte zum Konvoi SC 36 mit 40 Schiffen. Es gab 21 Tote und 58 Überlebende. (Lage)

### Zwölfte Unternehmung
Das Boot lief am 22. Mai 1941 um 20.50 Uhr von Saint-Nazaire aus und am 21. Juni 1941 um 20.00 Uhr in Kiel ein. Auf dieser 30 Tage dauernden Unternehmung wurden vier Schiffe mit 29.006 BRT versenkt und ein Schiff mit 9.456 BRT beschädigt.
- 3. Juni 1941: Beschädigung des britischen Tankers Inversuir (9.456 BRT) durch drei Torpedos und Artillerie. Das Schiff gehörte zum Konvoi OB 237. Es wurde noch am selben Tag von U 75 versenkt. (Lage)
- 5. Juni 1941: Versenkung des britischen Tankers Wellfield (6.054 BRT) durch drei Torpedos. Er fuhr in Ballast und war auf dem Weg von Liverpool nach Curacao. Das Schiff gehörte zum Konvoi OB 328 mit 26 Schiffen. Es gab acht Tote und 33 Überlebende. (Lage)
- 6. Juni 1941: Versenkung des britischen Dampfers Tregarthen (5.201 BRT) durch zwei Torpedos. Er hatte 7.800 t Kohle geladen und war auf dem Weg von Cardiff nach Kingston (Jamaika). Das Schiff gehörte zum Konvoi OB 329 mit 41 Schiffen. Es war ein Totalverlust mit 45 Toten. (Lage)
- 8. Juni 1941: Versenkung des niederländischen Tankers Pendrecht (10.746 BRT) durch drei Torpedos. Er fuhr in Ballast und war auf dem Weg von Swansea nach New York. Das Schiff gehörte zum aufgelösten Konvoi OB 329. Es war ein Totalverlust mit 36 Toten. (Lage)
- 12. Juni 1941: Versenkung des britischen Dampfers Empire Dew (7.005 BRT) durch einen Torpedo und Artillerie. Er fuhr in Ballast und war auf dem Weg von Tyne nach Father Point (Neubraunschweig). Das Schiff gehörte zum aufgelösten Konvoi OG-64 mit 52 Schiffen. Es gab 23 Tote und 20 Überlebende. (Lage)

## Verbleib
Wie über 200 weitere U-Boote, wurde das Boot vier Tage vor der bedingungslosen Kapitulation der deutschen Wehrmacht am 3. Mai 1945 gemäß dem sogenannten Regenbogen-Befehl bei Neustadt im Hafenbereich von seiner Besatzung selbstversenkt, einen Tag bevor der Befehl im Rahmen der Teilkapitulation zurückgenommen wurde. Die Position war 54° 5′ 50,6″ N, 10° 48′ 44,2″ O im Marine-Planquadrat AO 7766.